# Accelerate
Accelerate je čtrnácté studiové album americké skupiny R.E.M., které bylo vydáno 1. dubna 2008 v Severní Americe, a o den dříve v Evropě a zbytku světa. Práce na albu začaly na počátku roku 2007 a název byl oznámen ve vydání časopisu Q. Na rozdíl od posledních třech alb, kde byl producentem Pat McCarthy, Accelerate dělá produkci Jacknife Lee.

## Propagace na webu
R.E.M. spustili webovou stránku NightyNights, na které je každý den až do vydání alba nový krátký klip. Klipy jsou k dispozici ve formátu HD a lidé jsou vyzývání k remixování, míchání nebo jinému upravování klipů.
14. února 2008 R.E.M. spustili webovou stránku Supernaturalsuperserious.com, která obsahuje 14 videí k propagaci alba. Videa jsou volně k dispozici pod Artistic License.
O týden později byly spuštěny stránky remaccelerate.com určené k propagaci samotného alba.

## Turné
R.E.M. oznámili dvouměsíční letní severoamerické turné na podporu alba Accelerate, následované turné po Evropě, které začalo 2. července 2008 v Amsterdamu a skončilo 9. září 2008 v Helsinkách.

## Seznam skladeb
1. Living Well Is the Best Revenge - 3:11
2. Man-Sized Wreath - 2:33
3. Supernatural Superserious - 3:23
4. Hollow Man - 2:39
5. Houston - 2:05
6. Accelerate - 3:33
7. Until the Day Is Done - 4:08
8. Mr. Richards - 3:46
9. Sing for the Submarine - 4:50
10. Horse to Water - 2:18
11. I'm Gonna DJ - 2:18

### Bonusy
1. Readhead Walking - 2:11
2. Airliner - 2:21
3. Horse to Water (Live from Athens) - 2:17
4. Living Well Is the Best Revenge (Live from Athens) - 3:12
5. Until the Day is Done (Live from Athens) – 4:06
6. Supernatural Superserious (Live from Athens) – 3:25